# Lysestrand
Lysestrandstiftelsen driver lägeranläggningen Lysestrand, utanför Lysekil, och anordnar varje år integrerade läger för barn och ungdomar - scouter eller icke-scouter, med eller utan funktionsnedsättning. Lägren anordnas sommartid. Det anordnas såväl konfirmationsläger som patrull- och seniorläger.
Cirka 200-250 ungdomar, varav 60 med någon form av funktionsnedsättning, brukar varje år deltaga i Lysestrands verksamhet. Anläggningen ligger ett stenkast från Gullmarsfjorden och har nära till bad. Den består av två stora byggnader, två mindre patrullstugor och en lägeräng med tillhörande hygienanläggning. Lysestrand bedriver även uthyrningsverksamhet. Lysestrand och Lysestrandsstiftelsen lyder under Svenska Scoutförbundet (SSF).